# Dysa

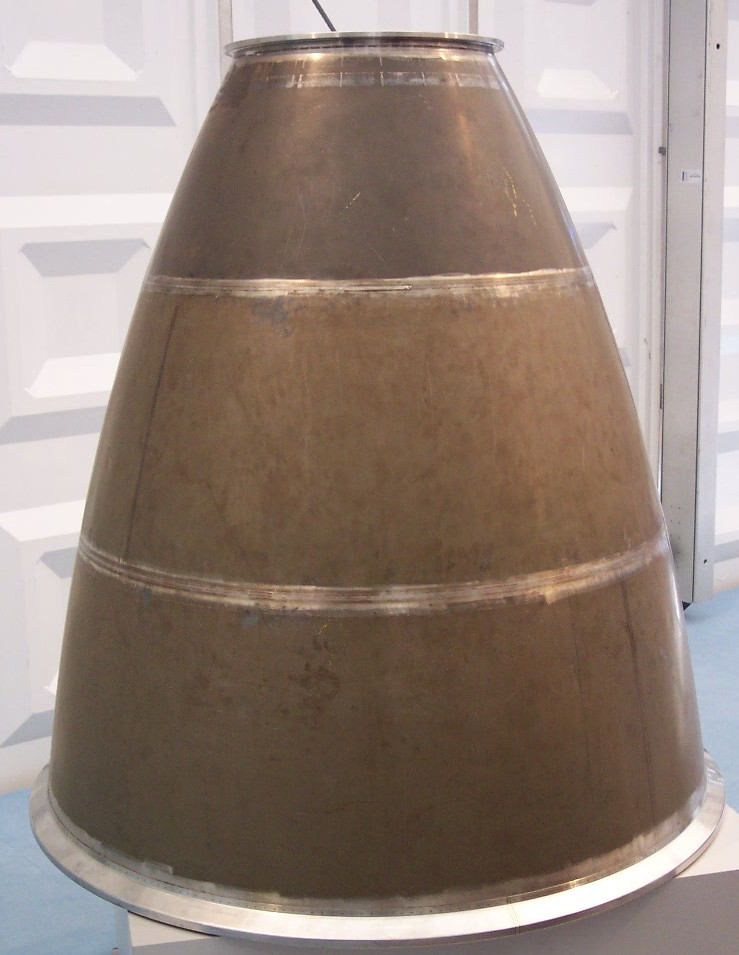
Raketdysa

En dysa, även kallat munstycke, är ett mekaniskt don konstruerat för att kontrollera en fluids flöde, när den lämnar en stängd kammare ut i ett medium av något slag. En dysa är ofta utformad som ett rör med varierande diameter och kan användas för att kontrollera hastighet, riktning eller tryck på det vätske- eller gasflöde som strömmar genom den.
Det finns tre typer av dysor: konvergenta, divergenta samt konvergent-divergenta dysor. En konvergent dysa smalnar av längs flödet, medan en divergent dysa breddas längs flödet. En konvergent-divergent dysa smalnar först av, för att sedan breddas igen, mest känt är lavalmunstycket.